# Бразилија (Беочин)
Бразилија (позната и као Шакотинац и Ново Насеље) је насеље у Србији у општини Беочин у Јужнобачком округу.

## Статус
Бразилија нема статус административног насеља, те делови Бразилије улазе у састав насеља Черевић (на западу) и насеља Беочин (на истоку). Међутим, Бразилија има своју месну заједницу под називом "Бразилија", која се простире на источном делу насеља Черевић и западном делу насеља Беочин.

## Положај и делови насеља
Бразилија је формално насеље настало спонтано између Беочина и Черевића. Један део насеља (Шакотинац) изграђен је у долини потока Шакотинац, а други (Бразилија) је на плавини овог потока и на урвинском материјалу подно Фрушке горе. Кроз тај други део пролази Подунавски пут.

## Историја
Бразилија је младо насеље. Прве куће грађене су у долини потока у самим почецима експлоатације цемента у Беочину. У долини потока је још у 19. веку изграђена мала фабрика цемента и неколико кућа са радничким становима. Даље ширење насеља настављено је у долини Дунава. 
Све до скора Бразилија није одавала утисак формираног насеља, јер су је чиниле две мале издвојене групе кућа. Тек после Другог светског рата, упоредо са развитком Беочина, и Бразилија се оформила у право насеље. Ипак, до сада она није добила статус административног насеља, већ само сопствену месну заједницу. 

## Карактеристике
Бразилија је насеље беочинских радника у којем су биле само четири продавнице и једна кафана.  